# Psyllechthrus
Psyllechthrus is een geslacht van vliesvleugeligen uit de familie Encyrtidae. De wetenschappelijke naam van dit geslacht is voor het eerst geldig gepubliceerd in 1958 door Ghesquière.

## Soorten
Het geslacht Psyllechthrus is monotypisch en omvat slechts de volgende soort:
- Psyllechthrus oophagus Ghesquière, 1958